# José María Chacón y Pery
José María Chacón y Pery (San Fernando, 1 de abril de 1852-Madrid, 13 de abril de 1922) fue un político y militar español, capitán general de la Armada y ministro de Marina durante el reinado de Alfonso XIII.

## Biografía
Nacido en San Fernando el 1 de abril de 1852, era hijo de Francisco Chacón y Orta. Entró en la Armada en 1865. Ocupó el cargo de ministro de Marina entre 9 de noviembre de 1918 y el 15 de abril de 1919, en sendos gobiernos García Prieto y Romanones y fue jefe del Estado Mayor Central de la Armada entre el 21 de noviembre de 1919 y el 13 de mayo de 1920. El 11 de mayo de 1920 fue designado capitán general de la Armada. Fue senador por derecho propio entre 1921 y 1922. Falleció en Madrid el 13 de abril de 1922.